# Actinote carycinoides
Actinote carycinoides är en fjärilsart som beskrevs av D'almeida 1935. Actinote carycinoides ingår i släktet Actinote och familjen praktfjärilar. Inga underarter finns listade i Catalogue of Life.